# Jimmy Choo Ltd
Jimmy Choo este o casă de modă britanică de design vestimentar specializată în pantofi de lux, genți și accesorii. Compania, J. Choo Limited, a fost fondată în 1996 de designerul de pantofi couture, Jimmy Choo și de redactoarea Tamara Mellon de la revista Vogue. În aprilie 2001, Equinox Luxury Holdings Ltd. a cumparat dreptul de proprietate de 50% din afacerea prêt-à-porter a lui Jimmy Choo. Compania a fost cumpărată de proprietari actuali, Labelux, în 2011. Aceasta este purtată de multe celebrități, cum ar fi: Victoria Beckham, Sarah Michelle Gellar, Kristen Stewart, Nikki Reed, Ashley Greene, Kim Kardashian, Elizabeth Hurley, Taylor Swift, Jennifer Lopez, Cheryl Cole, Rihanna și multe altele.